# Borani

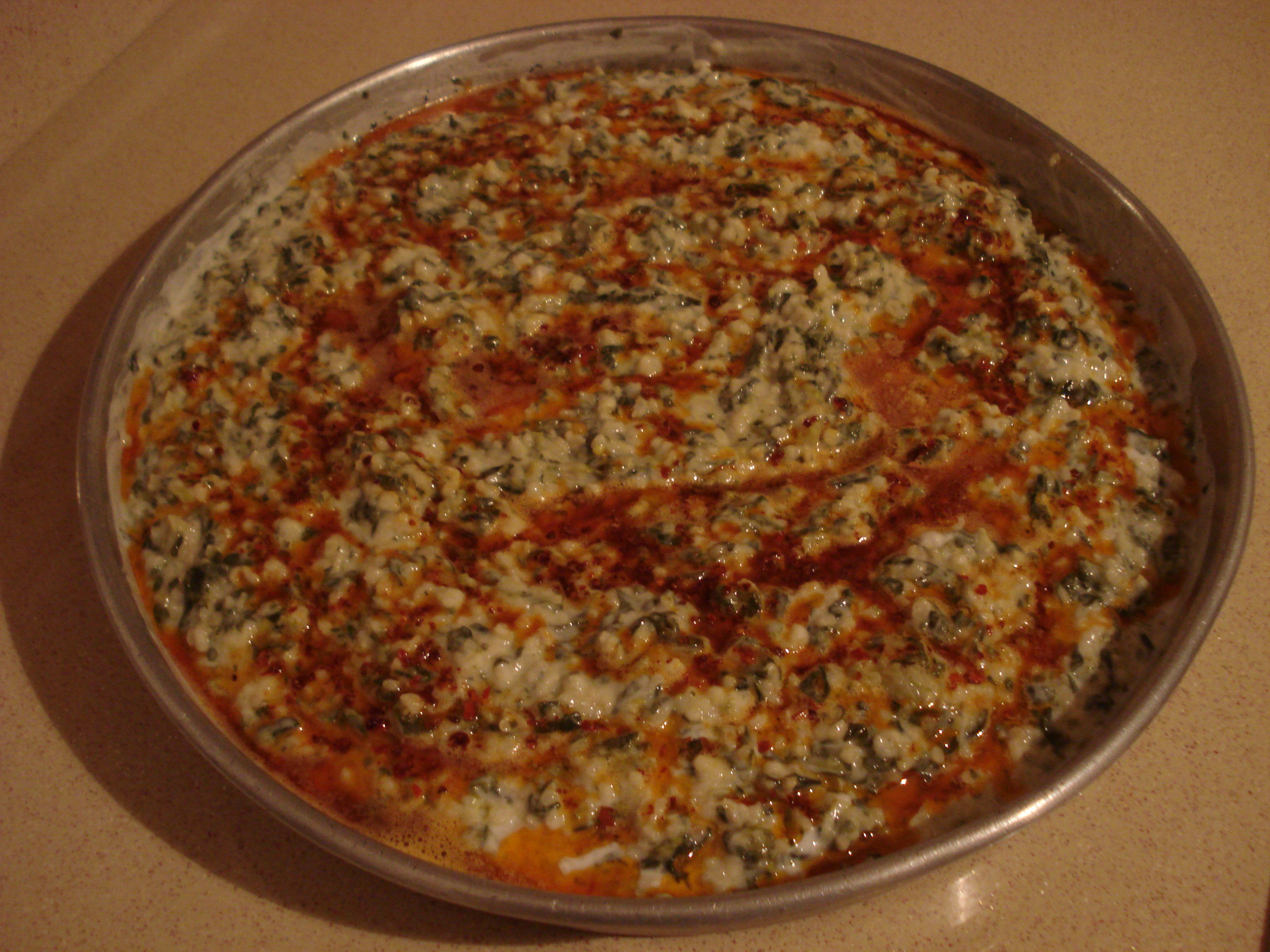
Borani mit Spinat

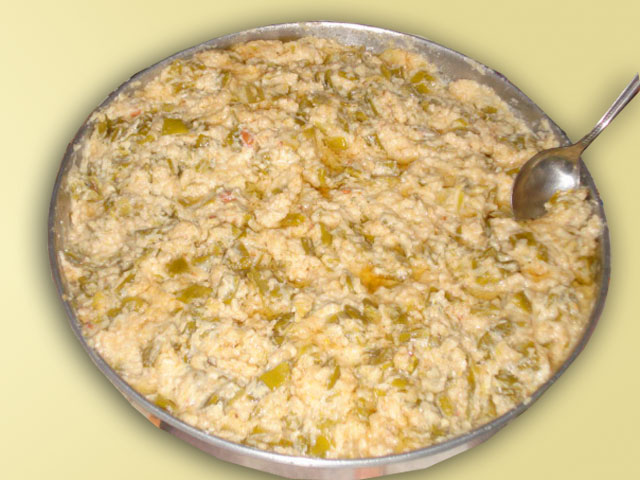
Borani der Türkischen Küche

Borāni ist der Name einer Art von persischer Vorspeise oder Beilage, die aus Joghurt kombiniert mit Gemüsearten wie Spinat, Auberginen, Roter Bete oder Sellerie und Gewürzen wie Zimt, Safran und Pfefferminz neben Salz, Pfeffer, Zwiebeln, Knoblauch und Limettensaft besteht.
Die Speise wurde nach der sassanidischen Königin Pourandokht (Boran) benannt, für die sie aufgrund ihrer Vorliebe für Joghurt entwickelt wurde. Aus anfänglich Pourani entwickelte sich die Bezeichnung Borani. Die Erfindung wird Buran bint al-Hasan ibn Sahl, einer Gattin des siebten Abbasiden-Kalifen al-Ma'mun, zugeschrieben.